# Walking on Locusts
Walking on Locusts je dvanácté studiové album velšského multiinstrumentalisty Johna Calea. Vydáno bylo v září roku 1996 společností Hannibal Records a jeho producentem byl sám Cale.
Podíleli se na něm například David Byrne ze skupiny Talking Heads a Maureen Tuckerová, se kterou Cale dříve působil ve skupině The Velvet Underground. Byrne hraje v písni „Crazy Egypt“, jíž je s Calem spoluautorem. Cale řekl, že mu basový part v písni připomínal skupinu Talking Heads a tak kontaktoval Byrnea, který byl jeho kamarádem, a následně spolu píseň dotvořili. Tuckerová hrála v písních „Dancing Undercover“ a „Set Me Free“. Skladbu nazvanou „Some Friends“ věnoval Cale zesnulému kytaristovi Sterlingu Morrisonovi. Dále na album přispěli například Ibrahim a Hassan Hakmounovi („Tell Me Why“ a „Secret Corrida“), které Cale původně přizval na nahrávání alba In Paradisu korsického souboru Les Nouvelles Polyphonies Corses, jehož byl producentem. Album Walking on Locusts bylo nahráno v newyorském studiu Sorcerer Sound.
Název alba Walking on Locusts pochází z textu písně „So What“. Jedná se o Caleovo první řadové album po sedmi letech; poslední nazvané Words for the Dying vyšlo roku 1989. Zároveň jde o Caleovo jediné sólové album vydané v této dekádě (další HoboSapiens vyšlo po dalších sedmi letech). Cale řekl, že album pokrývá různé styly, avšak zdůraznil, že není možné jej označovat za shrnutí kariéry. Mnoho písní z desky vzniklo z nápadů, které měl Cale uložené ve svém domácím počítači. Cale představil píseň „Dancing Undercover“ živě v televizním pořadu The Tonight Show with Jay Leno. V rámci turné, které Cale po vydání alba uspořádal, měl proběhnout jeden koncert také v pražské Lucerně, ale kvůli nemoci byl několik hodin před zahájením zrušen.

## Seznam skladeb
| Pořadí | Název                     | Autor             | Délka |
| ------ | ------------------------- | ----------------- | ----- |
| 1.     | Dancing Undercover        | John Cale         | 4:25  |
| 2.     | Set Me Free               | Cale              | 4:11  |
| 3.     | So What                   | Cale              | 4:11  |
| 4.     | Crazy Egypt               | Cale, David Byrne | 3:28  |
| 5.     | So Much for Love          | Cale              | 5:01  |
| 6.     | Tell Me Why               | Cale              | 5:25  |
| 7.     | Indistinct Notion of Cool | Cale              | 2:44  |
| 8.     | Secret Corrida            | Cale              | 6:02  |
| 9.     | Circus                    | Cale              | 4:03  |
| 10.    | Gatorville & Points East  | Cale              | 3:00  |
| 11.    | Some Friends              | Cale              | 4:06  |
| 12.    | Entre Nous                | Cale              | 3:42  |

## Obsazení
Hudebníci
- John Cale – kytara, klávesy, zpěv
- Erik Sanko – baskytara
- Ibrahim Hakmoun – kastaněty, velký buben
- David Byrne – kytara
- Mark Deffenbaugh – kytara, harmonika
- E. J. Rodriguez – konga, perkuse
- Maureen Tuckerová – bicí
- Ben Perowsky – bicí
- Hassan Hakmoun – marocké bubny
- David Tronzo – kytara
- B. J. Cole – pedálová steel kytara
- Ben Neill – trubka
- Soldier String Quartet – smyčcové nástroje
  - David Soldier – housle
  - Todd Reynolds – housle
  - Martha Mooke – viola
  - Dawn Buckholz – violoncello
- Lafayette Inspirational Ensemble – doprovodné vokály
- Daisy Lignelli – doprovodné vokály
- Eden Cale – doprovodné vokály
- Joanne O'Brien – doprovodné vokály
- Napua Davoy – doprovodné vokály
- Susan Didericksen – doprovodné vokály
- Tiyé Giraud – doprovodné vokály

Technická podpora
- John Cale – produkce, aranžmá zpěvu
- Jack Wall – aranžmá zpěvu, zvukový inženýr
- Oliver Williams – aranžmá sboru
- David Soldier – aranžmá smyčců
- Stephen Wolstenholme – design
- Patrick Derivaz – zvukový inženýr
- Martin Brass – zvukový inženýr
- Bob Ludwig – mastering
- Richard Burbridge – fotografie
- Eric Lilljestrand – nahrávání
- Blaise Dupuis – technik
- Patrick Derivaz – technik
- Richard Lamb – technik